# كلايتون (لاعب كرة قدم مواليد يناير 1978)
كلايتون (بالبرتغالية: Claiton Alberto Fontoura dos Santos‏) (25 يناير 1978 في بورتو أليغري في البرازيل – )؛ هو لاعب كرة قدم كان يلعب كلاعب وسط.

## وصلات خارجية
- كلايتون على موقع رابطة كرة القدم اليابانية للمحترفين (اليابانية)
- كلايتون على موقع قاعدة بيانات كرة القدم.إي يو (الإنجليزية)
- كلايتون على موقع Soccerway.com (الإنجليزية)
- كلايتون على موقع عالم كرة القدم.نت (الإنجليزية)